# 1845 en musique classique
| \| • Retour à la chronologie générale de la musique classique • \| |
| Grèce • Rome • Haut Moyen Âge • VIIIe siècle • IXe siècle • Xe siècle • XIe siècle XIIe siècle • XIIIe siècle • XIVe siècle • XVe siècle • XVIe siècle • XVIIe siècle XVIIIe siècle • XIXe siècle • XXe siècle • XXIe siècle |
| • Retour à la chronologie générale de la musique classique • |

| Années en musique classique : 1842 - 1843 - 1844 - 1845 - 1846 - 1847 - 1848    |
| Décennies en musique classique : 1810 - 1820 - 1830 - 1840 - 1850 - 1860 - 1870 |

## Événements
- 15 février : Première de Giovanna d'Arco, opéra de Giuseppe Verdi à la Scala de Milan.
- 23 février : Création de la Symphonie no 1 de Louise Farrenc à Bruxelles
- 11 août : Première du Diable à quatre, ballet d'Adolphe Adam à l'Opéra de Paris.
- 12 août : Première d'Alzira, opéra de Giuseppe Verdi au Teatro San Carlo de Naples.
- 19 octobre : Première de Tannhäuser, opéra de  Richard Wagner à Dresde.

Date indéterminée
- Le compositeur allemand Robert Schumann achève son Concerto pour piano en la mineur et commence sa Symphonie no 2.
- Composition d'un Concerto « da esperimento » pour basson et orchestre attribué à Gioachino Rossini.

## Prix
- Eugène Ortolan remporte le 2e Grand Prix de Rome.

## Naissances

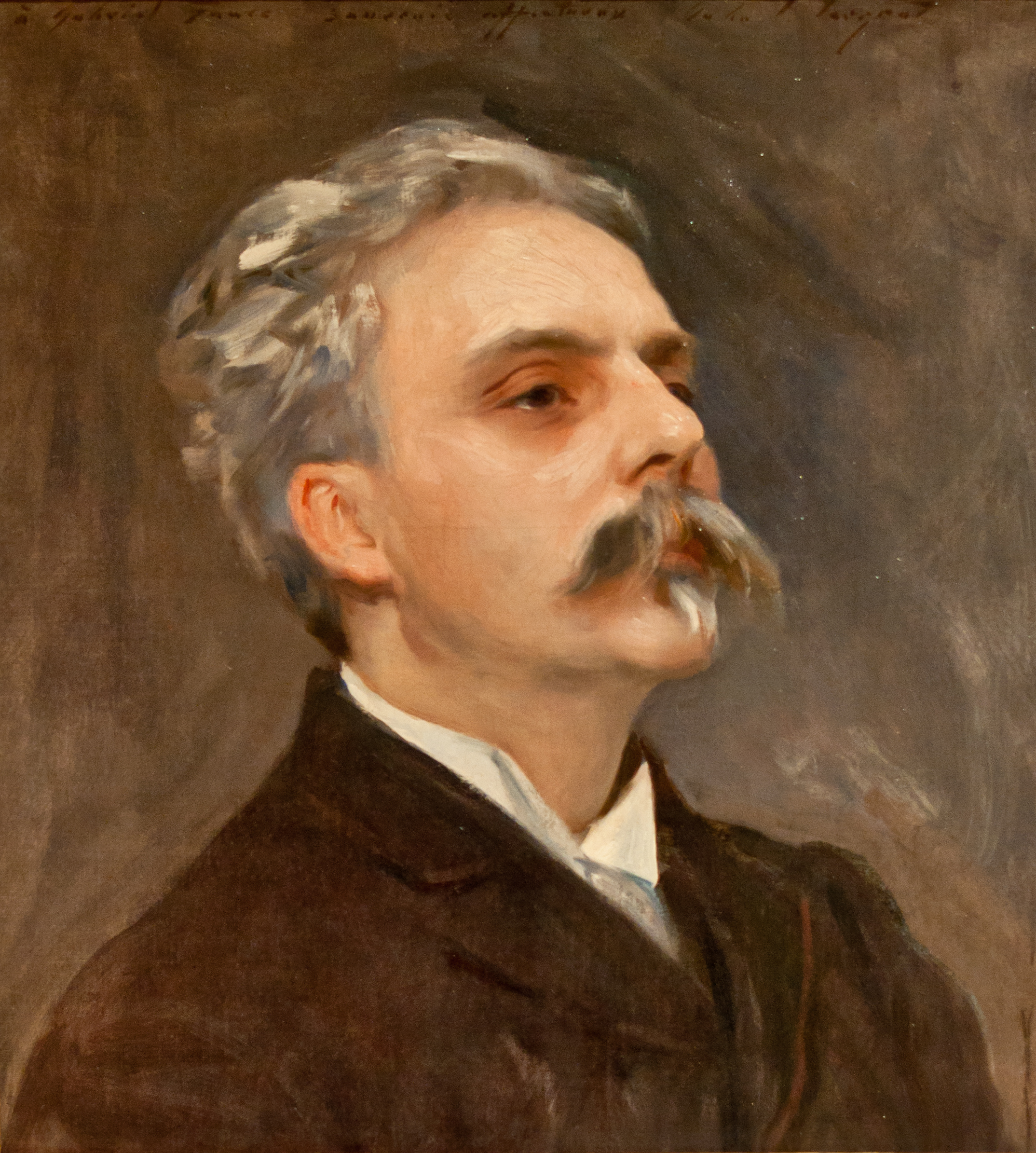
Gabriel Fauré

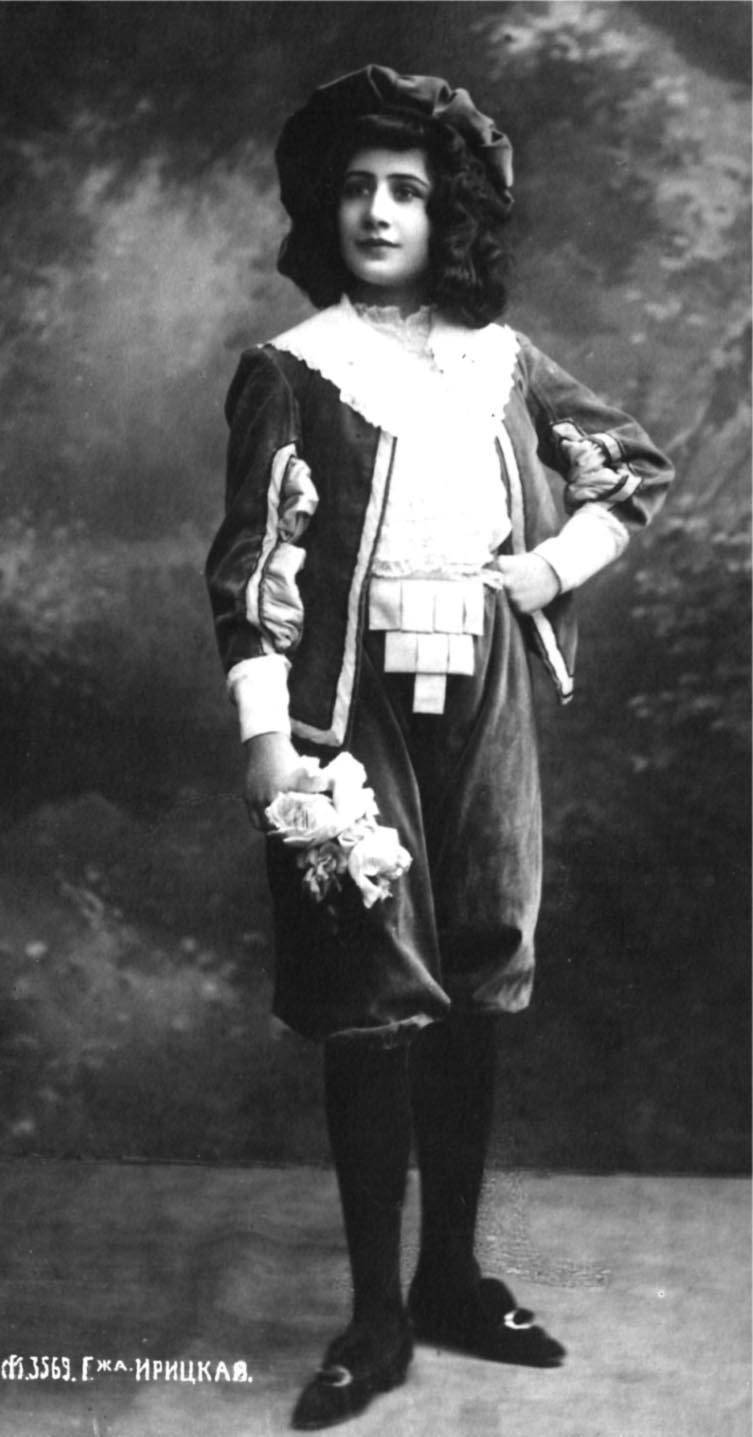
Natalia Iretskaya

- 22 janvier : Georges François Léopold Menu, artiste d'opéra († 26 février 1886).
- 6 février : 
  - Florence May, pianiste et musicographe britannique († 29 juin 1923).
  - Francesc de Paula Sànchez i Cavagnach, compositeur catalan († 12 septembre 1918).
- 25 février : Eugène Goossens, chef d'orchestre britannique d'origine belge († 30 décembre 1906).
- 5 mars : Alphonse Hasselmans, compositeur, harpiste et pédagogue français d'origine belge († 19 mai 1912).
- 7 mars : Edward Lloyd, ténor britannique († 31 mars 1927).
- 9 avril : László Erkel, chef de chœur et professeur d'harmonie et de piano hongrois († 3 décembre 1896).
- 28 avril : Édouard Moullé, facteur de pianos, compositeur et éditeur de musique français († 9 septembre 1923).
- 12 mai : Gabriel Fauré, compositeur français († 4 novembre 1924).
- 25 mai : Louis Homilius, organiste, violoncelliste et chef d'orchestre russe d'origine allemande († 27 décembre 1908).
- 1er juin : Caroline von Gomperz-Bettelheim, pianiste et chanteuse d'opéra austro-hongroise († 13 décembre 1925).
- 7 juin : Leopold Auer, violoniste hongrois († 15 juillet 1930).
- 1er août : Natalia Iretskaya, chanteuse d'opéra russe († 15 novembre 1922).
- 1er juillet : Ika Peyron, compositrice, pianiste et organiste suédoise († 15 mars 1922).
- 20 juillet : Charles Fargues, hautboïste, professeur de musique et compositeur français († 11 août 1925).
- 20 août : Gustave Michiels, compositeur, violoniste et chef d'orchestre belge († 18 novembre 1911).
- 22 septembre : Maurice Antoine Lucien de Mirecki, pianiste, violoniste et compositeur français († 11 avril 1900).
- 3 octobre : Charles Turban, clarinettiste français († 10 mai 1905).
- 10 octobre : Anton Jörgen Andersen, compositeur et violoncelliste norvégien († 9 septembre 1926).
- 14 novembre : 
  - Joseph-A. Fowler, compositeur, organiste, chef de chœur, pianiste et professeur de musique québécois († 4 janvier 1917).
  - Ernst Perabo : compositeur, pianiste et professeur américain († 29 octobre 1920).
- 24 novembre : Nina Hagerup Grieg, cantatrice († 9 décembre 1935).

Date indéterminée
- Bogomir Korsov, chanteur d'opéra russe baryton († 1920).

## Décès

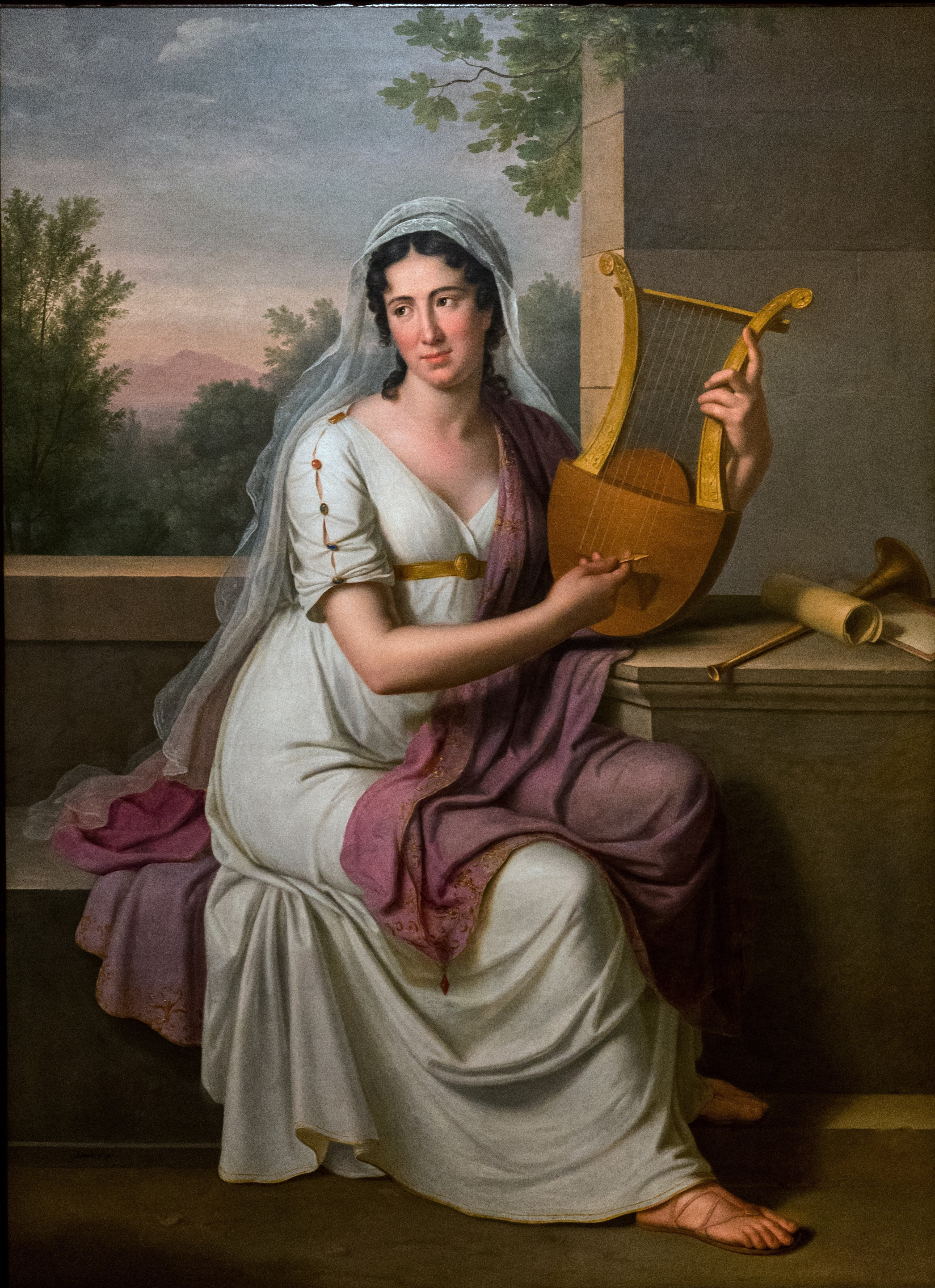
Isabella Colbran

- 28 février : Charles Duvernoy, clarinettiste et compositeur français (° 23 octobre 1763).
- 1er mars : Giuseppe Maria Foppa, librettiste italien (° 12 juillet 1760).
- 17 mai : Tadeáš Amadé, compositeur et pianiste slovaque (° 10 janvier 1782).
- 28 juin : François-René Gebauer, bassoniste et compositeur français (° 15 mars 1773).
- 7 octobre : Isabella Colbran, mezzo-soprano espagnole (° 2 février 1785).
- 2 novembre : Chrétien Urhan, violoniste, altiste, organiste, compositeur et joueur de viole d'amour français (° 16 février 1790).
- 2 décembre : Simon Mayr, compositeur italien (° 14 juin 1763).
- 25 décembre : Wilhelm Friedrich Ernst Bach, claveciniste allemand (° 24 mai 1759).

Date indéterminée
- Friedrich Blühmel, corniste et facteur d'instruments allemand († 1777).